# ロケンドラ・バハドゥル・チャンダ
ロケンドラ・バハドゥル・チャンダ（ネパール語：लोकेन्द्र बहादुर चंद, Lokendra Bahadur Chanda, 1940年2月15日 - ）は、ネパールの保守政治家。現在、制憲議会議員。文学者であり、1997年にマダン賞を受賞している。「チャンド」とも表記される。首相を次の4回務めた。その任期は次のとおり
1. 1983年 - 1986年,
2. 1990年4月（短期）
3. 1997年（短期）
4. 2002年10月 - 2003年6月。

ネパール王制の有力な支持者だった。最初の二回の首相就任時は政党に属していなかったが、1997年には国民民主党（RPP）の党員であった。

## 経歴
西ネパール、バイタディ地区の村に生まれる。35歳で国家パンチャーヤトに選出された。
2度目の短期の就任のときには、1990年の民主化運動（ジャナ・アンドラン）の収拾に当たり、政党指導者と対話、解決に導いた。その後、国家民主党を結成した。
1997年、国民民主党（チャンダ派）のチャンダが3度目の首相となった。彼は統一共産党、ネパール友愛党と連立を組んだが、7か月後に内閣不信任案が決議された。
同年、『विसर्जन (Bisarjan)』でマダン賞を受賞している。
ギャネンドラ国王がクーデターによりシェール・バハドゥル・デウバ首相率いるネパール会議派内閣を倒した一週間後の2002年10月11日に彼は四度目の首相に就任するが、2003年に民衆の大規模な抗議行動と毛沢東派の反乱の激化のなかで辞任を余儀なくされる。
2008年4月10日のネパール制憲議会選挙では国民民主党の比例名簿第一位に搭載され当選を果たしている。5月28日の制憲議会では王制廃止に賛成している。